# Gossette
Pour plus de détails, voir Fiche technique et Distribution.
Gossette est un film muet français réalisé par Germaine Dulac, sorti en 1923. 
Il s'agit d'une adaptation du roman de Charles Vayre publié en feuilleton dans le quotidien L'Écho de Paris du 23 novembre 1923 au 24 janvier 1924. Ce ciné-roman été tourné en six épisodes :
1. La Nuit tragique
2. Le Revenant
3. Face à face
4. L'Embûche
5. Les Lettres volées
6. La Vengeance du mort

## Synopsis
Une jeune orpheline est recueillie par un couple dont le fils, faussement accusé de meurtre, est en fuite. Lorsque les parents sont tués à leur tour, leur fils et la jeune fille parviennent, après bien des péripéties, à démasquer le vrai coupable. Tout finit par un mariage.

## Fiche technique
- Titre : Gossette
- Réalisation : Germaine Dulac
- Assistant-réalisateur : Marie-Anne Colson-Malleville
- Scénario : Germaine Dulac, d’après le roman de Charles Vayre
- Photographie : Henri Stuckert et Albert Cohendy
- Direction artistique : Louis Nalpas
- Costumes : Jean Perrier
- Société de production : Société des Cinéromans
- Société de distribution : Pathé Consortium Cinéma
- Pays d'origine :  France
- Langue : film muet avec les intertitres  en français
- Format : Noir et blanc — 35 mm — 1,33:1 — Muet
- Métrage total : 6 140 mètres
- Métrage par épisode : 1 205 mètres (1er épisode) ; 1 005 mètres (2e épisode) ; 1 140 mètres (3e épisode) ; 1 035 mètres (4e épisode) ; 935 mètres (5e épisode) ; 820 mètres (6e épisode) ;
- Genre : Film dramatique
- Durée totale : 204 minutes et 40 secondes (3 h 20)
- Durée par épisode : 40 minutes et 10 secondes (1er épisode) ; 33 minutes et 30 secondes (2e épisode) ; 38 minutes (3e épisode) ; 34 minutes et 30 secondes (4e épisode) ; 31 minutes et 10 secondes (5e épisode) ; 27 minutes et 20 secondes (6e épisode)
- Numéro de catalogue Pathé : 9163 (1er épisode) ; 9164 (2e épisode) ; 9165 (3e épisode) ; 9166 (4e épisode) ; 9167 (5e épisode) ; 9168 (6e épisode)
- Dates de sortie :
  -  France : 21 décembre 1923 (1er épisode) | 28 décembre 1923 (2e épisode) ; 4 janvier 1924 (3e épisode) ; 11 janvier 1924 (4e épisode) ; 18 janvier 1924 (5e épisode) ; 25 janvier 1924 (6e épisode)

## Distribution
- Régine Bouet : Gossette
- Maurice Schutz : Monsieur de Savières
- Georges Charlia : Philippe de Savières
- Madeleine Guitty : Mme Bonnefoy
- Jean d'Yd : Monsieur de Varades
- Jean-David Evremond : Robert de Tayrac
- Monique Chrysès : Lucienne Dornay
- Mario Nasthasio : Andriano
- Paul Menant : le chauffeur
- G. Bernhard : le père Bonnefoy
- Vialar : le fils Bonnefoy
- Jeanne Brindeau : la comtesse de Savières